# 海月姬
《海月姬》是东村明子创作的日本漫画作品。自2008年第21號在講談社《Kiss》上開始連載，至2017年10月號完結，單行本共17冊。並於連載期間获得第34回（平成22年度）講談社漫畫奖少女部門奖。

## 簡介
主角倉下月海是一名梦想着成為插畫家，並且非常喜歡水母的家裡蹲。她為了夢想而来到东京，後入住了女生公寓“天水館”，這裡的住客大多是宅女兼尼特族，對她們來讲擁有時尚感的人就全是她們的敌人。一天為了救水母，月海遇到一名超美的偽娘。于是發生在尼特族、偽娘之间的故事就此展開。

## 登場人物

### 天水館
倉下 月海（聲：花澤香菜）
本作女主角。18歲。從鹿兒島來到東京，投宿到了一個叫做“天水館”的女生公寓，梦想着成為一名插畫家。小時候就已經是水母迷，十分擅長创作以水母为題材的插畫。視力很差，沒有眼鏡就幾乎什么也看不見。經過梳妝打扮卸下眼鏡的容貌相當清純。已知家人有父親與早逝的母親。
缺乏信心，衣著極為樸素，不習慣面對時尚人士。對時裝和時尚一曉不通，但卻能設計出別具一格的水母禮服，在這方面無疑是個天才。被藏之介鼓勵以設計這樣的禮服來賺取足夠的資金買下天水館。爲了幫助藏之介朋友的劇團設計戲服，一口氣做出了25件水母禮服，被藏之介順水推舟建立了名叫“Jellyfish”（“水母”英文）的時尚品牌。
對修一見鍾情，得知他和翔子的關係之後無比失落，一度放棄了水母禮服的製作，但後來振作起來。最後為了天水館的事情，經由眾人協助新江之島水族館舉辦時裝秀，促成藏之介和母親重逢的契機，和藏之介確定戀人關係。
將藏之介形容是花笠水母，修是天草水母。
千繪子（聲：齊藤貴美子）
很喜歡穿和服。還喜歡收藏商店里的松人偶，會給自己收集起來的人偶取名。擅長裁縫，且速度很快。因是天水館管理員的孩子，故为代理管理員。目白樹音的心儀對象。
瑪雅雅（聲：岡村明美）
喜欢看《三國》小說和收集相關物品的宅女，時刻想著光復漢王朝。說話的時候还会伴隨誇張的姿勢。身材高挑瘦削，大約170公分，穿上時裝以後非常有氣質，在Jellyfish的時裝發佈會中擔任模特。
邦巴（聲：熊井統子）
2月29日出生，自稱「四年過一次生日所以現在8歲」，實際年齡大約32到35歲。個子很小微胖、在說話時經常用男生的語調，不太有想努力的念頭。
特別喜欢火车。狂熱到看見火车就忍不住想上去坐（有時對於製作成鐵道相關的食品會特別興奮），房間裡面陳列了許多與鐵道相關的物品。髮型有非洲風格，但只是天然卷，露出臉龐的長相意外可愛。
平常性格冷靜，在天水館的住客遇到困難時會出手幫忙。與瑪雅雅相處良好，出去買東西和上館子等都是兩人一起。後來協助新江之島水族館舉辦時裝秀期間，作為臨時模特兒登台演出。最終在目白樹音坦承男兒身身分後，建議後者廢除「不讓男人入住天水館」的規定。
吉吉（聲：能登麻美子）
职务是管家。平时比較低調。藏之介對她的評價是“如同影子般，存在感稀薄的人”。非常喜歡觀賞中年男性，會因此去咖啡廳。很意外地和鯉淵慶一郎談得來。後來協助新江之島水族館舉辦時裝秀期間，因為藏之介身體不適而摘掉眼鏡作為臨時模特兒，令眾人為之吃驚。
目白 樹音
BL漫畫家，夜行性生物。平常很少離開房間，變得神秘感十足，被天水館的房客們當做神明一樣崇拜。真面目是個留著長髮的男子。和房客們通過從房門下傳遞紙條聯絡，也會用這種方式向大家提供建議。但偶爾也會出发生“忘了截稿日期”等等差错，不得不发动所有人来帮助他。喝酒後則會放心說出真心話。
其實是天水館最初的住客，當初在入住天水館時對穿著和服的千繪子一見鍾情，出於私心而立下「不讓男人入住天水館」的規定，結果後來查覺此規定也讓他無法出現眾人面前，為此糾結多年，直至男扮女裝的藏之介出現後才放下罪惡感。
漫畫最終話協助新江之島水族館舉辦時裝秀期間，公開自己是男兒身的事實，向眾人說明自己立約不讓男人入住天水館的緣由，令眾人感到吃驚，被瑪雅雅吐槽「聰明反被聰明誤」。
庫拉拉（聲：諸星すみれ）
珍珠水母。名字源由是日文水母（クラゲ）的頭兩字。月海的寵物，也是月海和藏之介邂逅的因由。以萌化的形象出现在月海的梦境和幻觉中，是她潜意识的体现。剛好與飄零燕的克拉拉同音，所以故事裡也有相關的梗。

### 鯉淵家相關人物
鯉淵 藏之介（聲：齋賀觀月）
美少年大學生。對自己分離多年的母親懷有深深的仰慕之情，因為母親熱愛各種各樣的禮服，自己也有了穿女裝的興趣。希望在時尚界闖蕩。
與月海偶然邂逅，認為她很可愛，嘗試用時尚的裝扮改變她。知道月海對修的感情之後十分嫉妒。
用食物作誘餌被天水館的宅女們接受，并化名“藏子”，名義上成爲了尼姑的一員。性格正直仁義，絲毫不在乎他的潮人朋友們對宅女的排斥，向他們坦承視宅女們為好友。後來為了天水館的事情，協助月海在新江之島水族館舉辦時裝秀，穿著月海的設計擔任登台模特，意外和母親重逢，最終和月海確定戀人關係，決定住進天水館，其母親也對他表達認可成為「Jelleyfish」的粉絲。
鯉淵 修（聲：諏訪部順一）
藏之介的異母之兄，擔任議員父親的秘書。30歲的處男。性格死板認真。對化妝後的月海一見鍾情，後來被翔子引誘卻無比認真，反而把翔子打動了。最終話幫助月海等人接洽在新江之島水族館舉辦時裝秀的事宜。
鯉淵 慶一郎（聲：麥人）
藏之介與修的父親。議員。很支持修和翔子的關係。藏之介就讀大學的校友。好色。
根岸 三郎太（聲：千葉繁）
總理大臣。鯉淵慶一郎的妻子的哥哥，鯉淵兄弟的伯父，最近為支持率降低而煩惱。溺愛藏之介，同時對修的童貞相當在意。
在最終回中因為首相選舉落選而打算出國度假。
花森（聲：子安武人）
鯉淵家的司機。修的童年玩伴。長相英俊，說話非常啰嗦。
極度喜愛賓士車，曾經因為要修理車子而放前女友的鴿子。面對針對賓士車的威脅與引誘可以做出任何事情。對蛤蜊過敏，會導致蕁麻疹。後來因為藏之介和修的緣故，開始和天水館尼姑們展開接觸。最終話得知目白樹音立約不讓男人入住天水館的緣由和邦巴建議廢除該規定後，決定入住天水館。
藏之介的母親
容貌和藏之介相似的婦人。多年前和藏之介別離後便未再碰面，直至出席月海等人在新江之島水族館舉辦的時裝秀，才和登台擔任模特兒的藏之介重逢，認可藏之介的夢想和成為「Jelleyfish」的粉絲。事後表態自己因為不願住在鯉淵家，故今後將不時前來東京玩兼順勢拜訪藏之介。

### 其他
稻荷 翔子（聲：北西純子）
天水地區再開發計劃的再開發承辦方的負責人。爲了順利拆除天水館矇騙修，讓修誤以為和翔子發生肉體關係，并借此要挾他利用家庭關係支持再開發計劃的進行。起初利用自己老練的交際手腕將修玩弄于股掌之間，卻被修認真的心思所打動。
莉娜（聲：吉田聖子）
藏之介的母親，舞台劇演員。
月海的母親（聲：皆口裕子）
在月海小學時去世。曾說出「女孩出世時都是公主」。
月海的父親（聲：伊丸岡篤）
在月海回憶中，曾帶她去水族館看水母的父親。
杉本（聲：伊藤健太郎）
花森於中學時期的同班同學。個子小，深色皮膚及戴墨鏡。職業是類似徵信社的跟監。
被花森委託去跟監稻荷，並找出跟修有關的決定性證據。在酒吧想要打電話回報情況時，卻因為一時打噴嚏不小心按下修的電話號碼，而讓修知道了此事。
海·費什
中国人，R.Z.P.V.的被人誉为“亚洲服装行业的领袖”，现为新加坡的商人代表，有著英俊的外貌且客氣有禮，其實個性腹黑。据说他的坏习惯是和自己身边有才能的女人發生性關係。和助理花英是同所孤兒院的院童。
兒時曾因為捡富人家扔掉的衣服并亲手改造在义卖上赚了不少钱，展现出极大的服装设计天赋，后来跟随养父学习经营管理。在日本的小展会其間认识了藏之介和其他天水館住戶，很看好月海的才能，给了月海他的名片并让她在需要帮助的时候发邮件。月海为了保住天水馆，把自己“卖”给凯，凯买下了天水馆，把月海带往新加坡。
在新加坡一个泳池里亲吻了月海（月海的初吻），似乎察觉到藏之介的男子身，有意阻止藏之介带走月海。
最終話被董事會解除总裁職務，被告知天水館將被販賣的消息和收到月海在新江之島水族館舉辦時裝秀的電子郵件後，立刻動身前往日本出席時裝秀。事後在慶功派對期間說明自己收下天水館的所有權作為辭職補償金，並表態自己想成為天水館房東兼管理者的想法，被藏之介以其「只是想奪走Jelleyfish品牌」為由反對。

## 出版書籍
| 集數 | 講談社         | 講談社                 |
| 集數 | 出版日期       | ISBN                   |
| ---- | -------------- | ---------------------- |
| 1    | 2009年3月13日  | ISBN 978-4-06-340744-0 |
| 2    | 2009年7月13日  | ISBN 978-4-06-340762-4 |
| 3    | 2009年11月13日 | ISBN 978-4-06-340775-4 |
| 4    | 2010年3月12日  | ISBN 978-4-06-340790-7 |
| 5    | 2010年8月10日  | ISBN 978-4-06-340812-6 |
| 6    | 2010年11月26日 | ISBN 978-4-06-340824-9 |
| 7    | 2011年4月13日  | ISBN 978-4-06-340841-6 |
| 8    | 2011年9月13日  | ISBN 978-4-06-340855-3 |
| 9    | 2012年3月13日  | ISBN 978-4-06-340874-4 |
| 10   | 2012年9月13日  | ISBN 978-4-06-340887-4 |
| 11   | 2013年3月13日  | ISBN 978-4-06-340903-1 |
| 12   | 2013年7月12日  | ISBN 978-4-06-340912-3 |
| 13   | 2013年12月13日 | ISBN 978-4-06-340921-5 |
| 14   | 2014年9月12日  | ISBN 978-4-06-340934-5 |
| 15   | 2015年1月13日  | ISBN 978-4-06-340941-3 |
| 16   | 2016年5月13日  | ISBN 978-4-06-340987-1 |
| 17   | 2017年11月13日 | ISBN 978-4-06-510452-1 |

## 電視動畫
2010年10月14日至12月30日在富士電視台的noitaminA時段首播，全11話。

### 工作人員
- 原作：東村明子『海月姬』（「Kiss」連載中／講談社刊）
- 監督：大森貴弘
- 系列構成：花田十輝
- 人物設定：羽山賢二
- 動畫製作：Brain's Base

### 主題曲
片頭曲
作詞、作曲 - 橋本絵莉子 / 編曲、歌 - チャットモンチー
片尾曲「きみのキレイに気づいておくれ」
作詞、作曲 - 山口隆 / 編曲、歌 - サンボマスター

### 各話標題
| 話数   | 副标题 | 中文标题              | 劇本     | 分镜       | 演出         | 作画監督            |
| ------ | ------ | --------------------- | -------- | ---------- | ------------ | ------------------- |
| 第1話  |        | Sex与尼姑庵           | 花田十輝 | 大森貴弘   | 大森貴弘     | 羽山賢二            |
| 第2話  |        | 牛肉火锅·西部·松阪    | 花田十輝 | 寺東克己   | 寺東克己     | 薮野浩二            |
| 第3話  |        | 施上魔法              | 江夏由結 | 梅本唯     | 梅本唯       | 伊藤秀樹            |
| 第4話  |        | 在水族馆相见吧        | 待田堂子 | 古谷田順久 | 古谷田順久   | 岸友洋              |
| 第5話  |        | 我想成为水母          | 花田十輝 | 大畑清隆   | 佐々木奈々子 | 青野厚司 岡辰也     |
| 第6話  |        | 尼姑夜生活            | 花田十輝 | 寺東克己   | 寺東克己     | 高田晃              |
| 第7話  |        | 金融无职列岛          | 待田堂子 | 若林厚史   | 古谷田順久   | 飯塚靖子            |
| 第8話  |        | Million Dollar Babies | 江夏由結 | 梅本 唯    | 梅本 唯      | 伊藤秀樹            |
| 第9話  |        | 深夜里的Cherry Boy    | 待田堂子 | 大畑清隆   | 佐々木奈々子 | 青野厚司 近藤奈緒子 |
| 第10話 |        | 爱与安于现状的日子    | 花田十輝 | 若林厚史   | 古谷田順久   | 薮野浩二 岸友洋     |
| 第11話 |        | 水母之梦              | 花田十輝 | 寺東克己   | 寺東克己     | 羽山賢二            |

## 電影
真人版電影於2014年12月27日在日本上映。

### 演員
- 倉下月海：能年玲奈
- 鯉淵蔵之介：菅田将暉
- 邦巴：池脇千鶴
- 瑪雅雅：太田莉菜（日语：太田莉菜）
- 吉吉：篠原友惠（日语：篠原ともえ）
- 千繪子：馬場園梓（日语：アジアン）
- 鯉淵修：長谷川博己
- 鯉淵慶一郎：平泉成
- 花森：速水直道
- 熱帶魚店店員：中村倫也
- 稻荷翔子：片瀨那奈
- 柏木：內野謙太（日语：内野謙太）

### 歌曲
- 主題歌：SEKAI NO OWARI《人魚狂想曲》（マーメイドラプソディー）

## 電視劇
《海月姬》，於2018年1月15日至2018年3月19日，每週一晚間21:00 - 21:54於富士電視台的月9時段播出。主演為芳根京子，本劇為芳根初次主演月9。

### 人物
- 倉下月海：芳根京子
- 鯉淵藏之介：瀨戶康史
- 鯉淵修：工藤阿須加
- 吉吉：木南晴夏
- 邦巴：松井玲奈
- 瑪雅雅：內田理央
- 千繪子：富山惠理子
- 稻荷翔子：泉里香
- 花森吉雄：要潤
- 鯉淵慶一郎：北大路欣也

### 製作人員
- 原作：東村明子 《海月姬》（講談社《Kiss》）
- 編劇：德永友一（日语：德永友一）
- 製作人：小林宙
- 導演：石川淳一（日语：石川淳一）
- 製作：富士電視台 / 共同電視

### 播出日程
| 集數                                                              | 播出日期 | 標題                                                         | 演出     | 視聴率 |
| ----------------------------------------------------------------- | -------- | ------------------------------------------------------------ | -------- | ------ |
| 第1話                                                             | 1月15日  | 月9歷史上最奇妙的三角關係！人都可以照樣閃耀！                | 石川淳一 | 8.6%   |
| 第2話                                                             | 1月22日  | 初戀試練 天水館消失！尼〜ず 最大的危機                       | 石川淳一 | 6.9%   |
| 第3話                                                             | 1月29日  | 第一次約會！暴露灰姑娘的魔法和謊言                           | 山内大典 | 5.9%   |
| 第4話                                                             | 2月05日  | 緊急出動! 落ちこぼれ達が起こす大逆転劇!                      | 山内大典 | 7.5%   |
| 第5話                                                             | 2月12日  | 一攫千金! ショータイムにかけた仲間の想いをつなげ! 運命の決断 | 石川淳一 | 5.3%   |
| 第6話                                                             | 2月19日  | 第二章突入 尼〜ず解散危機! 愛と勇気の闘争                    | 紙谷楓   | 5.0%   |
| 第7話                                                             | 2月26日  | 一発逆転! 謎の男の怪しい誘惑!? 君が欲しい                    | 石川淳一 | 4.9%   |
| 第8話                                                             | 3月05日  | 涙腺崩壊! 海月の決断と涙の別れ 最後の晩餐                    | 石川淳一 | 5.0%   |
| 第9話                                                             | 3月12日  | 愛する人へ奇跡は俺たちが作る! 奪還大作戦                     | 山内大典 | 6.0%   |
| 最終話                                                            | 3月19日  | 尼〜ずよ永遠に! 涙の卒業制作最後のキス                       | 石川淳一 | 5.8%   |
| 平均收視率6.09%（收視率以關東地区之Video Research調查數據為基準） |          |                                                              |          |        |

## 腳註
1. ↑  . 講談社.   [2014年2月19日]. （原始内容存档于2013年11月5日） （日语）.
2. ↑  . 講談社.   [2014年2月19日]. （原始内容存档于2014年1月3日） （日语）.
3. ↑  フジテレビオンデマンド 海月姫
4. ↑  . スポーツ報知. 2018-01-16  [2018-01-16]. （原始内容存档于2018-01-16）.
5. ↑  . スポーツ報知. 2018-01-23  [2018-01-23]. （原始内容存档于2018-01-24）.
6. ↑  . スポーツ報知. 2018-01-30  [2018-01-30]. （原始内容存档于2018-01-30）.
7. ↑  . スポーツ報知. 2018-02-06  [2018-02-06]. （原始内容存档于2018-02-06）.
8. ↑  . スポーツ報知. 2018-02-13  [2018-02-13]. （原始内容存档于2018-02-13）.
9. ↑  . Business Journal. 2018-02-20  [2018-02-26]. （原始内容存档于2018-02-26）.
10. ↑  . 日刊スポーツ. 2018-02-27  [2018-02-27]. （原始内容存档于2018-02-27）.
11. ↑  . スポーツ報知. 2018-03-06  [2018-03-06]. （原始内容存档于2018-03-06）.
12. ↑  . 日刊スポーツ. 2018-03-13  [2018-03-13]. （原始内容存档于2018-03-13）.
13. ↑  . スポーツ報知. 2018-03-20  [2018-03-20]. （原始内容存档于2018-03-20）.

## 外部連結
- 動畫官方網站（日語）
- 電影官方網站（日語）